# Umění tančit v dešti
Umění tančit v dešti (v anglickém originále The Art of Racing in the Rain) je americký komediálně dramatický film z roku 2019, který natočil režisér Simon Curtis podle románu Umění závodit v dešti spisovatele Gartha Steina z roku 2008. Ve filmu hrají Milo Ventimiglia, Amanda Seyfried, Kevin Costner jako hlas Enza a Parker jako zlatý retrívr Enzo.
Do amerických kin byl uveden 9. srpna 2019 společností 20th Century Fox. Film získal smíšené hodnocení kritiků a celosvětově utržil přes 33 milionů dolarů.

## Děj
V Seattlu starý zlatý retrívr Enzo čeká, až ho jeho pán, závodník Denny Swift, odnese ven. Denny mu slíbí, že tu pro něj vždy bude. Enzo vzpomíná na mongolskou legendu, podle které se nejlepší psi znovuzrodí jako lidé. Ví, že jeho čas se krátí, ale doufá, že se s Dennym znovu setká.
O několik let dříve si Denny adoptuje mladého Enza a pojmenuje ho po Enzu Ferrarim. Denny se věnuje automobilovým závodům a sní o kariéře ve Formuli 1. Po roce se seznámí s Eve, se kterou začne chodit a později se vezmou. Enzo jejich vztah zpočátku žárlivě sleduje, ale nakonec Eve přijme. Brzy se jim narodí dcera Zoë. Když Denny dostane nabídku závodit v Daytonu, Eve ho povzbudí, aby jel, i když se blíží termín porodu. Zatímco Denny závodí, Eve porodí doma, za přítomnosti Enza.
Eve ale onemocní rakovinou mozku a přestěhuje se s dcerou k rodičům. Než zemře, přizná Enzovi, že smrti se nebojí. Po jejím pohřbu Dennyho tchán Maxwell žádá o svěření Zoë do péče a obviní ho z napadení, když se s ním Denny dostane do potyčky. Hrozí mu vězení a ztráta dcery. Navíc dostává nabídku pracovat pro Ferrari, kterou kvůli soudnímu sporu odmítá.
Ve stresu jde Denny běhat a Enzo se ho snaží následovat, ale srazí ho auto. Veterinář ho zachrání, ale varuje, že brzy dostane dysplazii kyčlí. Vyčerpaný Denny souhlasí se ztrátou Zoë, ale Enzo zničí právní dokumenty. U soudu je nakonec Denny očištěn. Přijímá práci u Ferrari a usmiřuje se s tchány.
Enzo rychle slábne. Denny ho naposledy vezme na závodní dráhu a Enzo se smíří se svým koncem, těšící se na nový život jako člověk. O osm let později žije Denny v Itálii jako úspěšný pilot Formule 1. Po tréninku za ním přijde malý chlapec se zlatými vlasy a představí se jako Enzo. Denny se usměje a řekne mu, že mu připomíná starého přítele.